# Арветяска
Арветяска (рум. Arvăteasca) — село у повіті Олт в Румунії. Входить до складу комуни Гредініле.
Село розташоване на відстані 146 км на захід від Бухареста, 53 км на південь від Слатіни, 61 км на південний схід від Крайови.

## Населення
За даними перепису населення 2002 року у селі проживали 764 особи, з них 763 особи (99,9%) румунів. Рідною мовою 763 особи (99,9%) назвали румунську.